# Forêt nationale Lewis et Clark
Pour les articles homonymes, voir Lewis and Clark.
La forêt nationale Lewis et Clark (en anglais Lewis and Clark National Forest) est une forêt nationale des États-Unis d'Amérique s'étendant sur près de 7 300 km2 dans l'État du Montana. Elle se situe sur le Continental Divide.
La forêt est découpée en deux zones. Sa partie orientale est composée de prés et d’arbustes avec quelques poches de forêts où se nourrit du bétail et où l'on pratique l'exploitation forestière. La partie occidentale est plus orientée pour la préservation de la nature car une grande partie est déclarée réserve sauvage (Wilderness). La forêt fut créée en 1897 ce qui en fait l'une des plus vieilles du pays. Elle tire son nom des célèbres membres de l'expédition Lewis et Clark qui traversa la forêt entre 1804 et 1806. Avant cela, la région fut habitée pendant environ 8 000 ans par des amérindiens des tribus Pieds-Noirs, Sioux, Cheyennes, Têtes-Plates et Crows qui y chassaient.

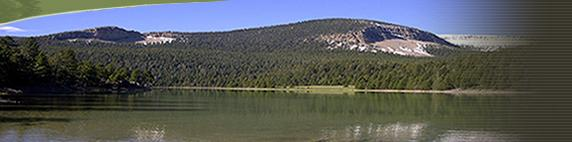
Forêt nationale de Lewis et Clark.

L'altitude varie entre 1 400 et 2 900 mètres. Elle comporte huit chaînes de montagnes appartenant aux montagnes Rocheuses et se situe à proximité de la limite méridionale du parc national de Glacier. La partie occidentale de la forêt est composée essentiellement de conifères comme le pin, le sapin, l'épicéa et le mélèze.
La partie orientale est dominée par le pin ponderosa et le pin tordu qui préfère le climat plus sec. Des grizzlis et des loups vivent à l’ouest de la forêt. On y trouve également la chèvre des montagnes Rocheuses, le mouflon canadien, le wapiti, le puma, le lynx, le carcajous et l'ours noir. Les oiseaux sont représentés par le pygargue à tête blanche, le tétra, le faucon pèlerin et des aigles. Les lacs et les cours d'eau sont nombreux et abritent des truites à gorge coupée menacées, des truites arc-en-ciel et le grand brochet.
Il existe 29 campements accessibles en véhicule à travers la forêt. Il existe également deux stations de ski. On y trouve environ 2 600 km de sentiers de randonnées.